# Herojiv Dnipra (metrostation)
Herojiv Dnipra (Oekraïens: Героїв Дніпра, ⓘ) is een station van de metro van Kiev. Het station is het noordelijke eindpunt van de Obolonsko-Teremkivska-lijn en werd geopend op 6 november 1982. Het metrostation bevindt zich aan het einde van de Obolonskyj prospekt in het stadsdeel Obolon in het noorden van Kiev. Zijn naam ("Helden van de Dnjepr") dankt het station aan een gelijknamige straat in de omgeving.
Station Herojiv Dnipra is ondiep gelegen en beschikt over een perronhal met bruine vierkante zuilen. De wanden zijn bekleed met wit en geel marmer, de vloer is geplaveid met rood graniet. Op de kantelen van de zuilen is een socialistische rode ster is aangebracht; daarboven bevindt zich de verlichting van de perronhal. Het perron is aan beide uiteinden verbonden met voetgangerstunnels die leiden naar de kruising van de Obolonskyj prospekt en de Voelytsja Herojiv Dnipra.